# Oxurion
Oxurion (ex ThromboGenics) est une société biopharmaceutique belge axée sur le développement et la commercialisation de médicaments en ophtalmologie. Elle développe des thérapies ophtalmiques conçues pour améliorer et mieux préserver la vision chez les patients souffrant de maladies de la rétine, y compris l'atrophie géographique, la principale cause de perte de vision chez les personnes âgées dans le monde. Oxurion a son siège à Louvain, en Belgique, et est cotée sur Euronext Bruxelles sous le code OXUR,,.

## Histoire
Le produit principal de la société, Jetrea (ocriplasmin), a été approuvé par la FDA américaine pour le traitement symptomatique de la VMA et a été lancé en janvier 2013,.
En Europe, il a été approuvé pour le traitement de la traction vitréo-maculaire, y compris lorsqu'elle est associée à un trou maculaire de diamètre inférieur ou égal à 400 microns.
En mars 2012, ThromboGenics a signé un partenariat stratégique avec Alcon pour la commercialisation de Jetrea en dehors des États-Unis. Selon cet accord, ThromboGenics pourrait recevoir jusqu'à un total de 375 millions € en avances de paiements, recevant en outre des redevances significatives sur les ventes nettes d'Alcon de Jetrea.
ThromboGenics et Alcon ont l'intention de partager les coûts à parts égales de développement Jetrea pour un certain nombre de nouvelles indications vitréo-rétiniennes.
ThromboGenics poursuit ses études des facteurs anti croissance placentaire, anciennement dénommé TB-403, pour le traitement des indications ophtalmiques et de l'oncologie.
ThromboGenics est basée à Louvain, en Belgique, a des opérations commerciales dans le New Jersey et une succursale à Dublin, en Irlande.

## Recherches

### AMD et GA
Oxurion se concentre sur le traitement de la dégénérescence maculaire liée à l'âge (DMLA), une maladie oculaire dégénérative progressive qui touche la macula et la fovéa, la partie centrale de la rétine, responsable de la netteté de notre vision. Cette maladie est l'une des principales causes de perte de vision chez les personnes de plus de 50 ans. La DMLA est classée en trois stades : la DMLA précoce, la DMLA intermédiaire et la DMLA avancée ou tardive,,.
La DMLA avancée est subdivisée en deux sous-formes : la DMLA humide (caractérisée par une croissance anormale des vaisseaux sanguins sous la rétine et une fuite de liquide ou de sang, entraînant une perte rapide et sévère de la vision centrale. Elle peut entraîner une distorsion importante de la vision et nécessite un traitement rapide pour éviter toute perte de vision supplémentaire) et la DMLA sèche ou atrophie géographique (AG) (la forme la plus courante, représentant environ 85 à 90 % des cas de DMLA, caractérisée par des lésions atrophiques apparaissant d'abord dans la rétine externe (AG extra-fovéale) et progressant lentement vers la fovéa (AG fovéale), entraînant une perte irréversible de la vision au fil du temps).
La DMLA humide peut être traitée par des injections intravitréennes de thérapies anti-facteur de croissance de l'endothélium vasculaire (VEGF) (telles que l’Eylea, le Vabysmo ou le Lucentis) afin de réduire la formation, la croissance et la fuite des vaisseaux sanguins anormaux.
Pour la DMLA sèche/l'AG, les deux premiers médicaments, le Syfovre d'Apellis et l’Izervay d'Astellas, ont été approuvés par la FDA en 2023. Ces deux médicaments, qui ciblent la voie du complément, ont montré, lors d'essais cliniques, un taux de réduction de la croissance des lésions de l'AG d'environ 35 % avec des injections IVT mensuelles, mais aucune amélioration significative de la vision. Le besoin d'une option thérapeutique efficace pour les patients atteints de l'AG reste donc très important,.
La stratégie d'Oxurion consiste à aller au-delà de la voie du complément, à identifier de nouvelles cibles impliquées dans la pathogenèse de la maladie et à développer des médicaments multi-cibles pour offrir des options thérapeutiques aux patients atteints d'AG. Pour identifier de nouvelles voies cellulaires susceptibles de protéger efficacement la rétine contre la dégénérescence, Oxurion a mis en place une plateforme de découverte de cibles pour l'AG, qui consiste en un criblage à l'échelle du génome utilisant la technologie de modulation génique CRISPR d'un essai cellulaire in vitro, hautement représentatif du stade de l'AG de la maladie (« patient dans une boîte »). La société se concentre principalement sur l'identification de cibles de cryoprotecteurs grâce à la plateforme de découverte de cibles basée sur CRISPR,. Oxurion se focalise sur de nouvelles cibles identifiées grâce à cette plateforme et a annoncé qu'elle commencerait à produire son candidat principal multi-spécifique à la fin du deuxième trimestre 2024.
Oxurion développe actuellement deux molécules qui pourraient être utilisées comme thérapies pour les maladies oculaires diabétiques (œdème maculaire diabétique) et d'autres maladies rétiniennes (dégénérescence maculaire liée à l'âge et occlusion vasculaire rétinienne). Deux essais cliniques sont actuellement en cours pour des maladies oculaires pour lesquelles il n'existe pas de thérapie ou pour lesquelles une thérapie alternative est nécessaire :
- THR-149 (un inhibiteur de la Pkal) pour l'œdème maculaire diabétique
- THR-687 (un antagoniste de l'intégrine Pan RGD) pour la rétinopathie diabétique

Le produit phare de la société, le Jetrea (ocriplasmine), a été approuvé par la FDA pour le traitement symptomatique de l'AMV et a été lancé en janvier 2013.

## Opérations
Le siège social d'Oxurion se trouve à Louvain, en Belgique, et la société est cotée à Euronext Bruxelles sous le code OXUR. Pascal Ghoson occupe le poste de CEO/CFO, Andy De Deene, MD, MBA est Chief Development Officer, Philippe Barbeaux est Chief Scientific Officer. Le conseil d'administration comprend Charles Paris de Bollardière (président), James Hartmann (administrateur non exécutif indépendant), Pascal Ghoson (CEO/CFO), Nathalie Laarakker, CPA (administrateur non exécutif indépendant) et le Dr Anat Loewenstein, MD, MHA (administrateur non exécutif indépendant).